# Catarina Mikhailovna da Rússia
Catarina Mikhailovna da Rússia (em russo: Екатерина Михайловна; romaniz.: Ekaterina Mikhailovna Romanova; São Petersburgo, 28 de agosto de 1827 — São Petersburgo, 12 de maio de 1894) foi a terceira de cinco filhas nascidas do casamento do grão-duque Miguel Pavlovich da Rússia, filho mais novo do czar Paulo I, com a princesa Carlota de Württemberg.

## Família e origens
Catarina nasceu em São Petersburgo. Tinha duas irmãs mais velhas, a grã-duquesa Maria e a grã-duquesa Isabel, a quem chamava "Lili". Nasceram mais duas irmãs depois dela, Alexandra e Ana, mas ambas morreram novas.

## Casamento e descendência
No dia 6 de fevereiro de 1851, em São Petersburgo, Catarina casou-se com Jorge de Meclemburgo-Strelitz, segundo filho de Jorge I de Meclemburgo-Strelitz e da princesa Maria de Hesse-Cassel. Juntos tiveram cinco filhos:
- Nicolau de Meclemburgo-Strelitz (11 de julho de 1854 - 11 de julho de 1854)
- Helena de Meclemburgo-Strelitz (16 de janeiro de 1857 - 28 de agosto de 1936), casada com o príncipe Alberto de Saxe-Altemburgo. Sem descendência
- Jorge Alexandre de Meclemburgo-Strelitz (6 de junho de 1859 - 5 de dezembro de 1909), casado (abaixo da sua posição) com Natália Vanljarskaya. Pai do duque Jorge de Meclemburgo, conde de Carlow e bisavô de Jorge Boruíno de Meclemburgo, actual chefe da Casa de Meclemburgo-Strelitz.
- Carlos Miguel de Meclemburgo-Strelitz (17 de junho de 1863 - 6 de dezembro de 1934), renunciou aos seus direitos de sucessão em 1918.

Morreu em São Petersburgo aos 66 anos.